# Wesenberg (Mecklenburg)
 Wesenberg város a Németország Mecklenburg-Elő-Pomeránia tartományában. 
Neustrelitztól 10 km-re délnyugatra terül el. Lakosainak száma 3029 fő (2023. december 31.).

## Fekvése
A város Mecklenburgi tóvidékben a felső Havel mellett fekszik.

## Városrészek
Nyolc városrész létezik:
- Ahrensberg
- Below
- Hartenland
- Klein Quassow
- Pelzkuhl
- Strasen[2][3]
- Wesenberg
- Zirtow

## Története

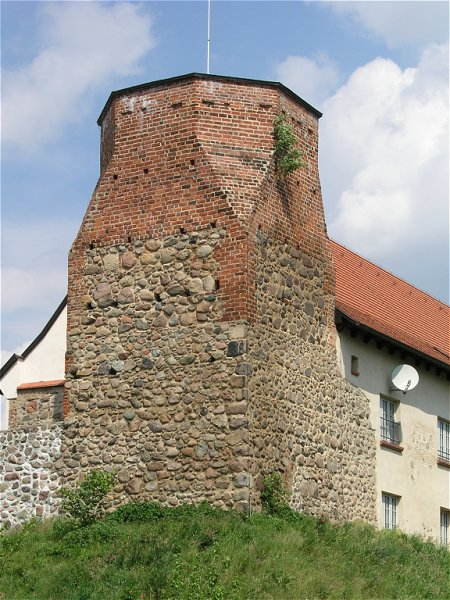
A vártorony

1252 werlei I. Miklos alapított a várost. 1276 és 1292 között Brandenburghoz tartozott, utána Mecklenburghoz. Egy várat építettek 1282-ben.

## Turistalátványosságok
- a gótikus templom
- a vár
- a múzeum
- az ahrensbergi falusi templom

## Galéria

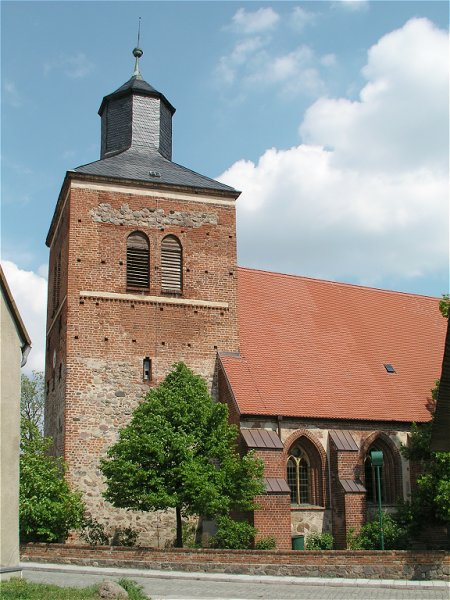
A gótikus templom
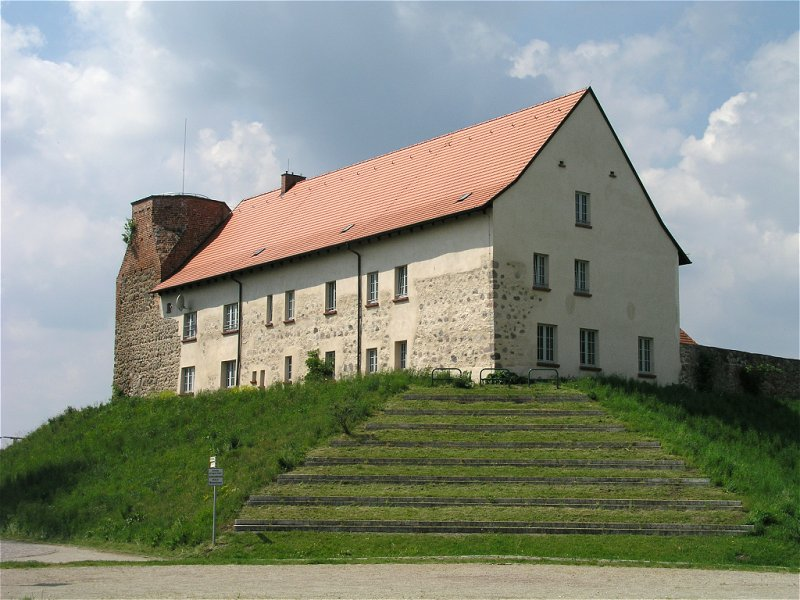
A vár
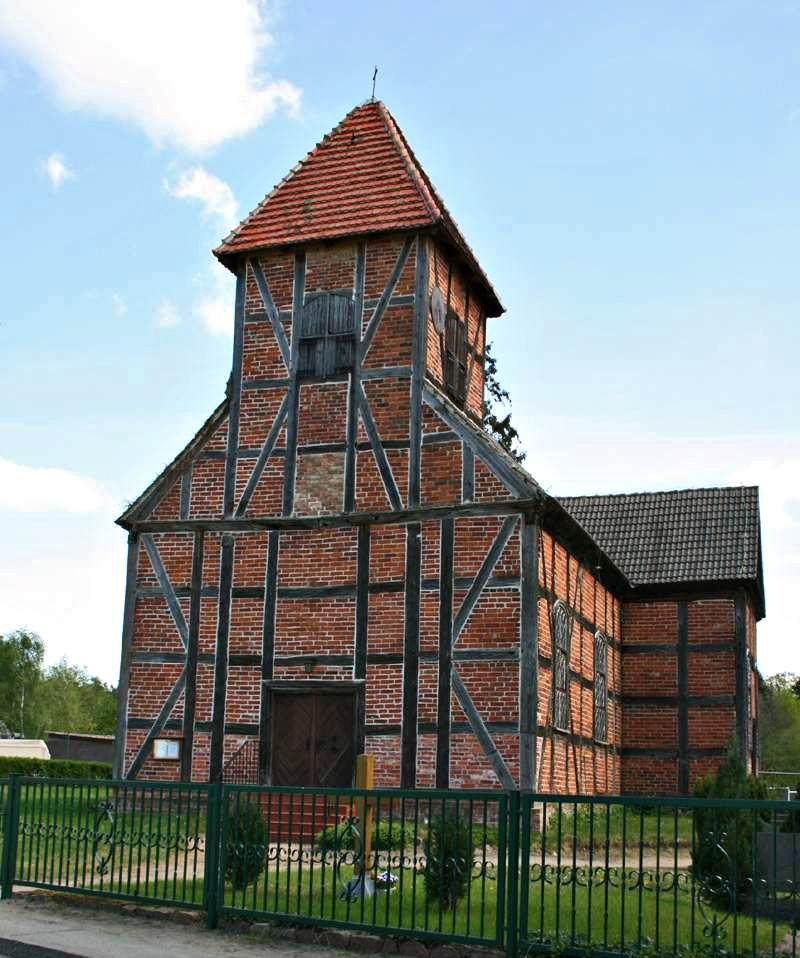
Az ahrensbergi templom